# Domblans
Domblans és un municipi francès situat al departament del Jura i a la regió de Borgonya - Franc Comtat. L'any 2007 tenia 911 habitants.

## Demografia

### Població
El 2007 la població de fet de Domblans era de 911 persones. Hi havia 352 famílies de les quals 104 eren unipersonals (36 homes vivint sols i 68 dones vivint soles), 100 parelles sense fills, 124 parelles amb fills i 24 famílies monoparentals amb fills.
La població ha evolucionat segons el següent gràfic:
Habitants censats

### Habitatges
El 2007 hi havia 408 habitatges, 368 eren l'habitatge principal de la família, 16 eren segones residències i 24 estaven desocupats. 318 eren cases i 89 eren apartaments. Dels 368 habitatges principals, 263 estaven ocupats pels seus propietaris, 91 estaven llogats i ocupats pels llogaters i 14 estaven cedits a títol gratuït; 1 tenia una cambra, 11 en tenien dues, 48 en tenien tres, 106 en tenien quatre i 202 en tenien cinc o més. 301 habitatges disposaven pel capbaix d'una plaça de pàrquing. A 134 habitatges hi havia un automòbil i a 185 n'hi havia dos o més.

### Piràmide de població
La piràmide de població per edats i sexe el 2009 era:
| Homes | Edats   | Dones |
| ----- | ------- | ----- |
| 0     | 95 o +  | 0     |
| 0     | 90 a 94 | 0     |
| 4     | 85 a 89 | 8     |
| 12    | 80 a 84 | 16    |
| 4     | 75 a 79 | 16    |
| 20    | 70 a 74 | 20    |
| 20    | 65 a 69 | 40    |
| 24    | 60 a 64 | 8     |
| 28    | 55 a 59 | 24    |
| 20    | 50 a 54 | 44    |
| 28    | 45 a 49 | 12    |
| 28    | 40 a 44 | 28    |
| 12    | 35 a 39 | 28    |
| 36    | 30 a 34 | 36    |
| 28    | 25 a 29 | 48    |
| 28    | 20 a 24 | 12    |
| 24    | 15 a 19 | 20    |
| 16    | 10 a 14 | 24    |
| 24    | 5 a 9   | 20    |
| 16    | 0 a 4   | 28    |

## Economia
El 2007 la població en edat de treballar era de 546 persones, 412 eren actives i 134 eren inactives. De les 412 persones actives 385 estaven ocupades (194 homes i 191 dones) i 27 estaven aturades (10 homes i 17 dones). De les 134 persones inactives 62 estaven jubilades, 39 estaven estudiant i 33 estaven classificades com a «altres inactius».

### Ingressos
El 2009 a Domblans hi havia 379 unitats fiscals que integraven 932,5 persones, la mediana anual d'ingressos fiscals per persona era de 18.509 €.

### Activitats econòmiques
Dels 58 establiments que hi havia el 2007, 6 eren d'empreses de fabricació d'altres productes industrials, 11 d'empreses de construcció, 12 d'empreses de comerç i reparació d'automòbils, 5 d'empreses de transport, 3 d'empreses d'hostatgeria i restauració, 1 d'una empresa d'informació i comunicació, 2 d'empreses financeres, 4 d'empreses immobiliàries, 8 d'empreses de serveis, 3 d'entitats de l'administració pública i 3 d'empreses classificades com a «altres activitats de serveis».
Dels 15 establiments de servei als particulars que hi havia el 2009, 1 era una gendarmeria, 1 oficina de correu, 1 funerària, 1 taller de reparació d'automòbils i de material agrícola, 1 guixaire pintor, 4 fusteries, 2 lampisteries, 1 electricista, 1 perruqueria i 2 restaurants.
Dels 2 establiments comercials que hi havia el 2009, 1 era un hipermercat i 1 una botiga d'electrodomèstics.
L'any 2000 a Domblans hi havia 11 explotacions agrícoles.

## Equipaments sanitaris i escolars
L'únic equipament sanitari que hi havia el 2009 era una farmàcia.
El 2009 hi havia una escola elemental.

## Poblacions més properes
El següent diagrama mostra les poblacions més properes.